# بيتر يوربان
بيتر يوربان (بالإنجليزية: Peter Urban)‏ هو لاعب كاراتيه أمريكي، ولد في 14 أغسطس 1934 في جيرسي سيتي في الولايات المتحدة، وتوفي في 7 أبريل 2004 في ماساتشوستس في الولايات المتحدة.